# Glomeropitcairnia
Glomeropitcairnia Mez è un genere della famiglia delle Bromeliaceae (sottofamiglia Tillandsioideae), diffuso ai Caraibi.
Il nome del genere deriva dal latino “glomero” (formare a forma di palla) e dal nome del genere Pitcairnia.

## Biologia
Tra le bromeliacee a serbatoio, esse si mettono in evidenza per il fatto di poter immagazzinare la maggior quantità di acqua, fino a circa 20 litri, fornendo una fonte d'acqua per altri bioti (con particolare riferimento alla rana Phyllodytes auratus).

## Tassonomia
Questo gruppo di piante fu classificato come genere della sottofamiglia delle Pitcairnioideae, ma la moderna analisi cladistica e l'analisi del DNA hanno dimostrato che il gruppo è un membro delle Tillandsioideae.
Il genere comprende due specie:
- Glomeropitcairnia erectiflora Mez
- Glomeropitcairnia penduliflora (Griseb.) Mez